# The Circus Starring: Britney Spears
The Circus Starring: Britney Spears —en español: El Circo Presenta: Britney Spears— fue la sexta gira internacional de la cantante estadounidense Britney Spears, quien la realizó para promocionar su sexto álbum de estudio Circus (2008) y Blackout (2007). AEG Live produjo la gira, la que representó la primera de carácter internacional que la cantante realizó después de cinco años. Contó con cuatro etapas que se realizaron entre marzo y noviembre de 2009. En aquel periodo recorrió los Estados Unidos —donde las entradas se vendieron en su totalidad—, Canadá, el Reino Unido, Irlanda, Francia, Bélgica, Dinamarca, Suecia, Finlandia, Alemania, Rusia y Australia, país donde rompió récords en ventas.
La gira contó con un escenario de tres plataformas circulares que permitían una visión en 360° y con un muy coreografiado espectáculo centrado en el mundo circense. Incluyó acróbatas, magos, payasos y numerosos bailarines que acompañaron a Spears como el centro de atención. Editores como M. Tye Comer de Billboard lo catalogaron como un espectáculo «totalmente deslumbrante». Según Pollstar, la gira recaudó [$]131,8 millones con 97 espectáculos. Con ello se convirtió en la quinta gira más recaudadora de 2009, en una de las giras más recaudadoras de la primera década de 2000 y en la séptima gira de una artista femenina más recaudadora en la historia.

## Historia
Poco después de que la estación de radio Z100 de Nueva York estrenó su nueva canción, "Womanizer", Britney hizo una sorpresiva aparición en el programa y anunció que se iría de gira mundial en la primavera de 2009 para apoyar el álbum. El viaje fue anunciado oficialmente el 2 de diciembre de 2008 para coincidir con el lanzamiento del álbum. Wade Robson y su esposa Amanda originalmente iban a dirigir y escribir la gira, pero al final decidieron no hacerlo con el fin de centrarse en uno de sus propios proyectos. Los ensayos para la gira comenzaron en enero de 2009, en preparación para una marcha del encuentro. Hasta ahora, la gira ha vendido más de 2.000.000 entradas y todas las fechas de Londres en la parte europea se han agotado. En la apertura, se reveló que el bloguero de chismes, Pérez Hilton, aparece en un vídeo que se muestra durante la inauguración de la gira.
Spears cantando "Circus".
Además, el mago, Ed. Alonso se une a Spears en el escenario durante un acto de magia. Comentó sobre el trabajo con Britney, "Ella tiene todos los elementos clásicos de la magia. Britney ama la magia y realmente disfruta haciéndolo. Ella baila tanto en el espectáculo, se toma un pequeño descanso cuando la ves en la mitad de su transporte o de un lugar a otro. Se ve muy tonificada y en forma fantástica. Ella tiene que bailar muy duro con todo tipo de movimientos de danza, con el hip-hop y acrobacias."

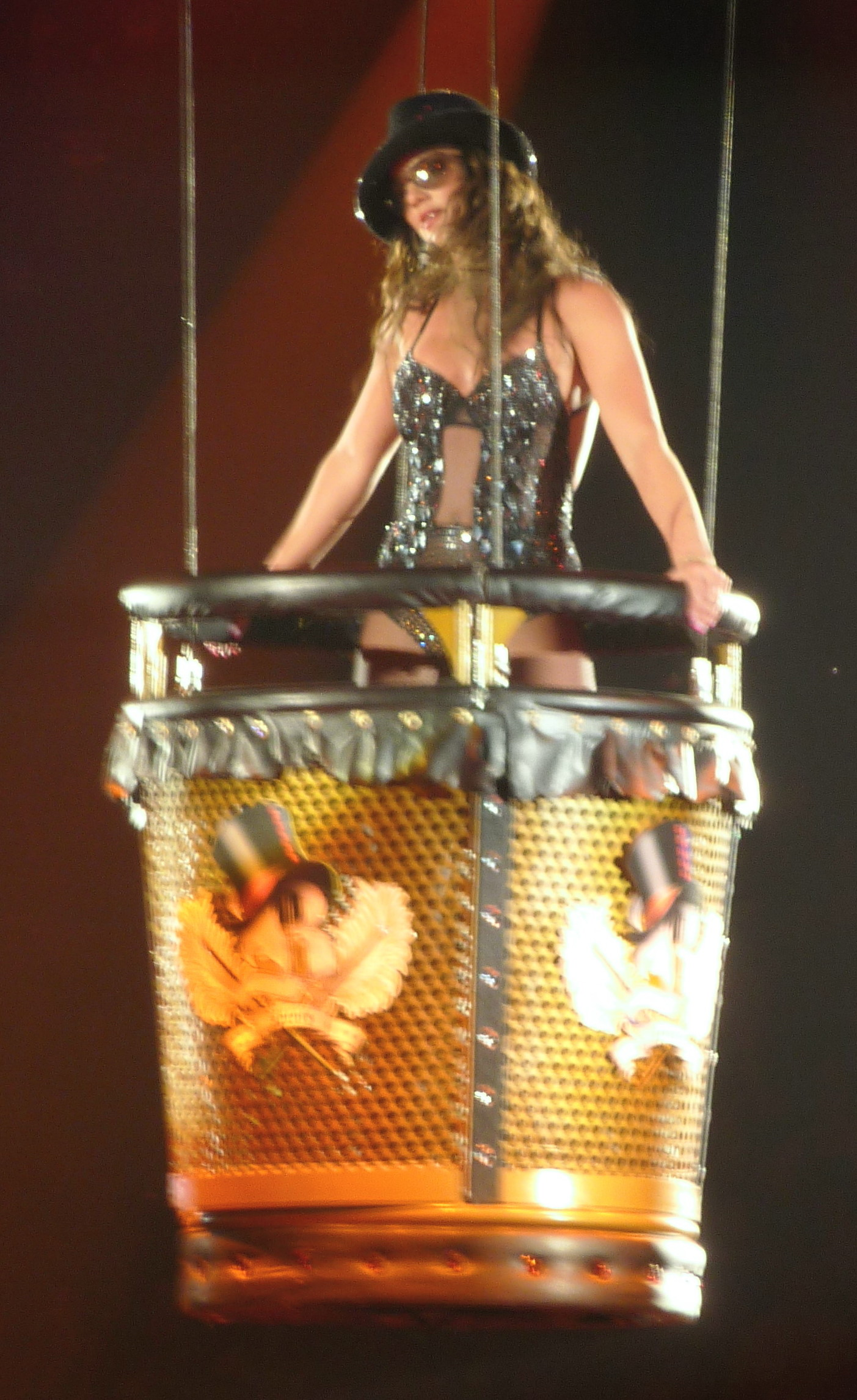
Spears presentando "I'm A Slave 4 U" en Francia.

El presidente de la promotora AEG Live, John Meglen habló con el diario Las Vegas Sun sobre la gira: "Es una de las giras más grandes y de mayor venta de la década. La respuesta y la reacción han sido fenomenales en todo el mundo, y esta fecha de fin de semana en el MGM es el más alto, las ventas de tickets a los aficionados europeos son las más rápidas hasta la fecha. No puedo esperar a que llegue allí, y en muchos, muchos lugares, las entradas se han vendido al instante, y hemos tenido que hacer malabarismos con las fechas para aumentar los shows y para poder satisfacer la gran demanda."
"Las Vegas Deluxe" informó que "tan solo el escenario cuesta 10 millones de dólares y su construcción es como un complicado rompecabezas, y cuesta unos 6 millones de dólares a la semana, simplemente para mantener funcionando la gira con un personal en movimiento de 220 personas, más el elenco de artistas de circo. Los elementos artísticos de la etapa, incluyen cambios de vestuario, sofás, monociclos, postes de stripper, una jaula de oro y marcos de fotos gigantes, son unos 3.000 artículos que son transportados en 34 camiones, además del vestuario de Spears, de los bailarines, los artistas y la banda".
El personal que viaja por el recorrido consta de más de 200 personas, 50 de ellos bailarines, magos, payasos y acróbatas, y 6 guardarropas completos, personal de tiempo para mantener los 350 trajes en orden. Además, todo el vestuario incluye alrededor de 150.000 dólares en valor de cristales de Swaroski. 150 técnicos se utilizan cada noche para establecer la puesta en escena, la iluminación, el aparejo y los efectos especiales, y toma aproximadamente 12 horas para construir el conjunto escénico de cada espectáculo. 34 camiones son dedicados al transporte de las 60 toneladas de equipo. Además, el presupuesto de la gira fue revelado a ser el de los EE. UU. de 50 millones de dólares.
En 2012 uno de los administradores de Spears confirmó que hubo negociaciones para llevar la gira en México, España e Italia.
El 12 de noviembre de 2009 Adam Leber, el representante de Spears, confirmó que no se lanzaría un DVD del show.

## Acerca del show

### Escenario

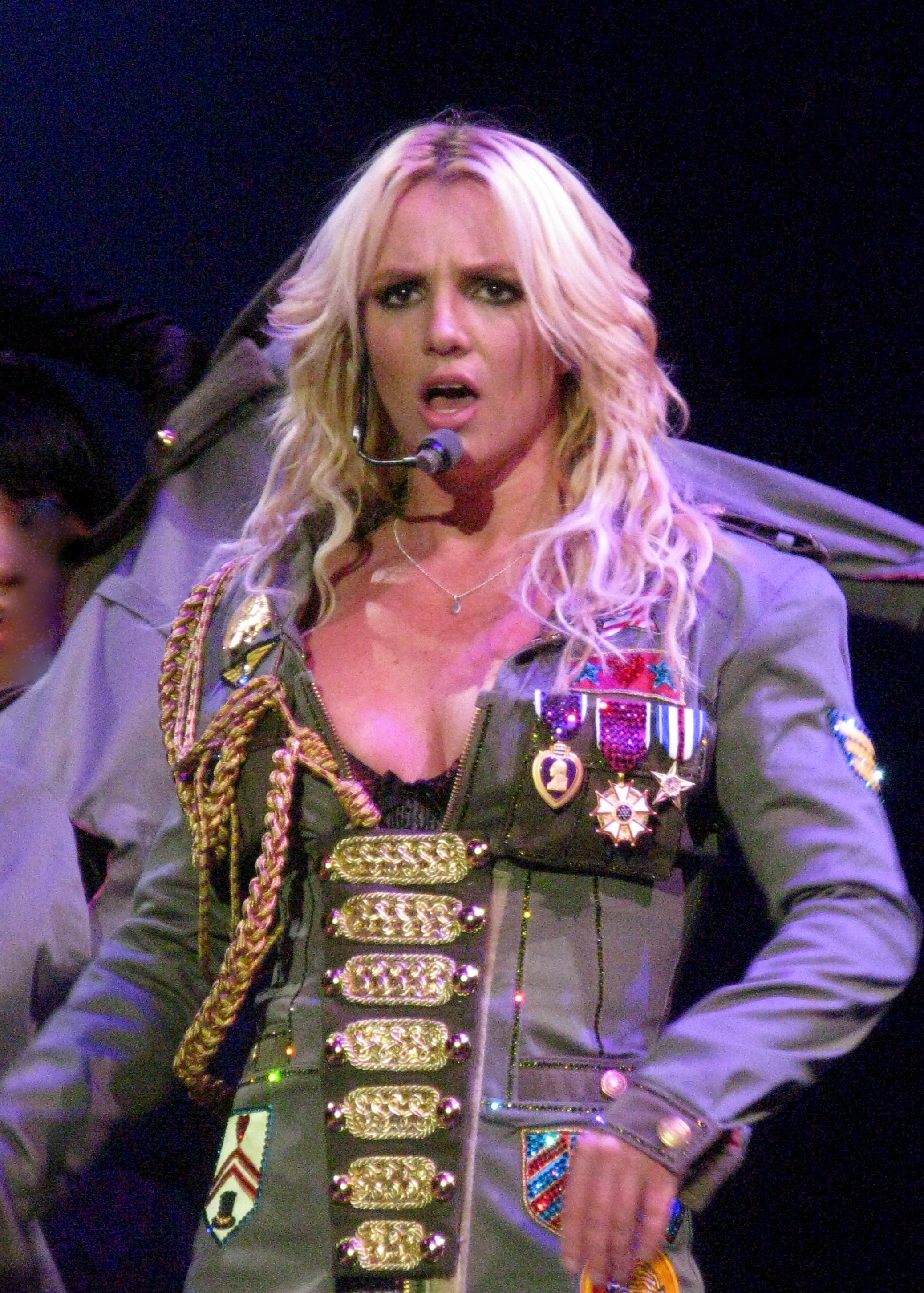
Britney Spears durante la presentación de «Boys» en Atlanta.

El escenario donde se desarrolla el show está conformado por tres plataformas (Rings) de forma circular, dos laterales del mismo tamaño y uno principal en el centro de mayor tamaño. La parte superior del escenario cuenta con una gigantesca pantalla de forma circular la cual al ser independiente del resto del escenario puede subir y bajar a lo largo de todo el show y rodear completamente el ring central, el escenario que se encuentra en el centro de la audiencia, por lo cual cuenta con una vista de 360° desde todo el estadio.

### Sinopsis
El espectáculo comienza con una introducción en video con Pérez Hilton parodiando la Reina Isabel I. Spears aparece en el video de detrás de una cortina y le dispara con una ballesta. Cuando el video termina, ella desciende desde las alturas del escenario suspendida en una plataforma y vestida con una fastuosa chaqueta de ringleader, al tocar el piso del escenario sale de la plataforma e instantáneamente comienza a interpretar Circus. Al término de la canción, ella entra en una jaula dorada, donde realiza "Piece of Me". Continúa un breve baile con la actuación de acróbatas simulando una tormenta eléctrica, después Britney interpreta "Radar" donde incluye su clásico baile en tubo.
Para el segundo acto los bailarines hacen un baile de artes marciales inspirado en el LAZRTAG remix de "Gimme More". Con un acto de magia Britney regresa al escenario para presentar "Ooh Ooh Baby" vestida como una asistente de mago, este la hace aparecer de una caja, también la corta por la mitad y finalmente la desaparece solo para volver a aparecerla en otra parte del escenario para cantar "Hot as Ice". Vestida como militar presenta "Boys" luego presenta "If U Seek Amy" y al final de esta con un mazo le pega a sus bailarines para que desaparezcan. 
Sube de nuevo al escenario cantando en vivo la versión de 1995: "You Oughta Know" de Alanis Morissette (Presentado solo en la Segunda Etapa en Norteamérica).
Regresa al escenario donde presenta un acto de Bollywood acompañado de un remix de "Me Against the Music" al término de esta canción, los bailarines interpretan un breve número de baile, mientras Britney se cambia de vestuario, luego las luces se apagan y se encieden de golpe, justo en ese instante Britney Spears da un breve discurso agradeciendo a los fanes y después canta en vivo la balada "Everytime".

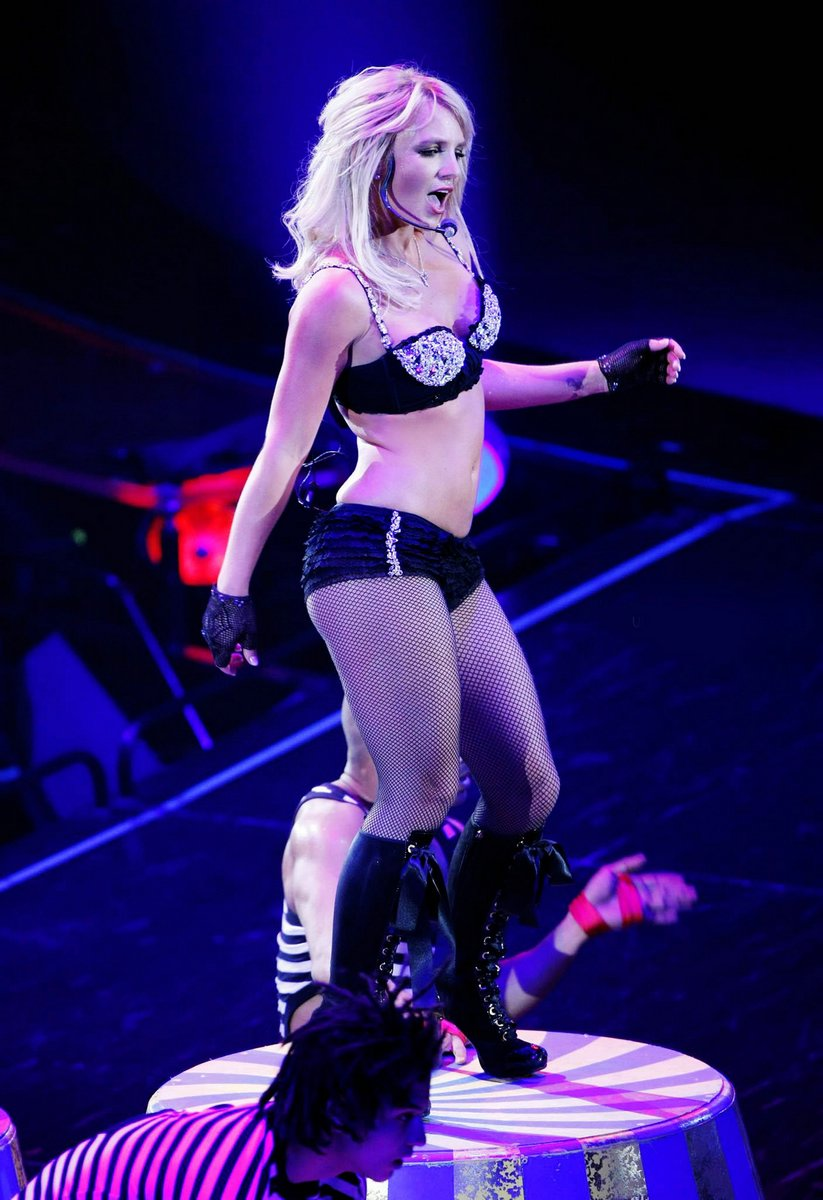
Britney Spears interpretando a «Radar» en Londres.

El show continúa con un vídeo en donde Britney está en una fiesta donde ella es la única sin máscara, mientras suena la versión de Marilyn Manson "Sweet dreams", un voz de entre la nada les da la bienvenida al público al "Freakshow" (Show de Fenómenos), Britney aparece en el escenario cantando "Freakshow", ella y todos sus bailarines utilizan máscaras con atuendos elaborados, luego ella presenta "Get Naked (I Got a Plan)", descendiendo mientras aparece el intro de "Mannequin", el mago Ed Alonzo (el mismo de Ooh Ooh Baby/Hot As Ice) hace unos trucos de magia con un maniquí antes de realizar la presentación de dicha canción (presentado solo en Europa), luego aparece un video de "Britney Hotline" mientras unos payasos traen al escenario a un espectador antes de que presente en medio de "Breathe on Me" donde Britney sube a un marco y al término de este tema seduce al espectador para luego cantar "Touch of My Hand" donde es elevada por 2 de sus bailarines soportándola en sus espaldas.
Cerca del final del show, Britney regresa con un corsé negro al escenario para presentar "Do Somethin'" y un remix de "I'm a Slave 4 U" donde ella sube a una plataforma sobre un aro de fuego. Después de "Heartbeat", una presentación de sus bailarines, ella presenta "Toxic" y un remix de "...Baby One More Time".
El "encore" empieza con un video del remix "Break the Ice" el cual incluye escenas todos sus videos, incluyendo fragmentos de su video "Outrageous". Luego Britney regresa al escenario vestida como policía para presentar una versión extendida de "Womanizer" y al final de la canción, ella y sus bailarines dejan el escenario por uno de los lados de este.

### Canciones
El repertorio original del tour estuvo conformado por dieciséis canciones, de las cuales dos fueron parte de un medley dando un total de dieciocho canciones; cuatro de ellas pertenecen a Circus (2008), siendo estas los sencillos del disco: «Womanizer», «Circus», «If U Seek Amy» y «Radar». También se incluyó a cinco canciones del álbum Blackout (2007), incluyendo al sencillo «Piece of Me». Las otras canciones fueron «Ooh Ooh Baby», «Hot as Ice», «Freakshow» y «Get Naked (I Got a Plan)». El repertorio también incluyó siete sencillos de Britney Spears lanzados entre los años 1998 y 2005. Estos por orden cronológico, son: «...Baby One More Time», «I'm a Slave 4 U», «Boys», «Me Against the Music», «Toxic», «Everytime» y «Do Somethin'». Las dos canciones restantes son parte del álbum In The Zone (2003), estas son: «Breathe on Me» y «Touch of My Hand».
A lo largo de la gira, la cantante interpretó en fechas seleccionadas las canciones: «Mannequin» del álbum Circus, y versiones de «You Oughta Know» y «I'm Scared».

## Críticas
Después de las actuaciones de Spears, la gira recibió críticas mixtas. Stacey Plaisance de Associated Press comentó que la gira fue "otro gran paso en la dirección correcta" y que Spears "entregó una buena coreografía". Ann Powers de Los Angeles Times dijo que "a pesar de que tropezó la primera noche y varios números de su baile no eran los más adecuados, Spears puede llamar a su actuación un éxito con seguridad". Jon Caramanica de The New York Times dijo que "La señora Spears apareció radiante y sin restricciones, a menudo sonriendo y nunca no comprometida". Dixie Reid de The Sacramento Bee comentó que el espectáculo era "una gran producción con el entretenimiento de videos (incluyendo el infame beso Spears-Madonna), confeti, bengalas e incluso un zanco-caminante. ¿Quién podría pedir más? Todo el mundo parecía tener un buen momento en el circo". Neil McCormick de The Daily Telegraph dijo que Spears es "la reina de la línea de producción pop y reclama la corona diamanté con el espectáculo pop más perfectamente plástico jamás organizado".
El escritor Chuck Arnold reseñó que Spears "nunca golpeó a su viejo zancada". Jeff Montgomery de MTV tanto alabó y desestimó dicha actuación de Spears, "Sí, bienvenido a Circus de Britney, un gran, enorme, fuerte, divertido, absurdo asunto de tres anillos". Jane Stevenson de Toronto Sun dio la actuación de Spears tres de cinco estrellas, indicando que "estaban pasando muchas cosas, como la aparición de artistas marciales, ciclistas, etc. Así que no había tiempo para evaluar realmente a Spears". El Hollywood Reporter Craig Rosen afirmó que "al final, Britney y compañía entregan un espectáculo entretenido, pero uno no podía evitar desear que iba a despojar todo abajo y mostrar un poco más de sí misma". Sean Daly de St. Petersburg Times resumió todas las críticas diciendo: "Cuando Britney iba de gira para promocionar su nuevo álbum Circus, habrá mayor cantidad de gente alentando a su éxito como su fracaso. Pero al final, todos somos envidiosos y agradecidos, celosos y aplaudiendo, nos gusta".

## Actos de apertura

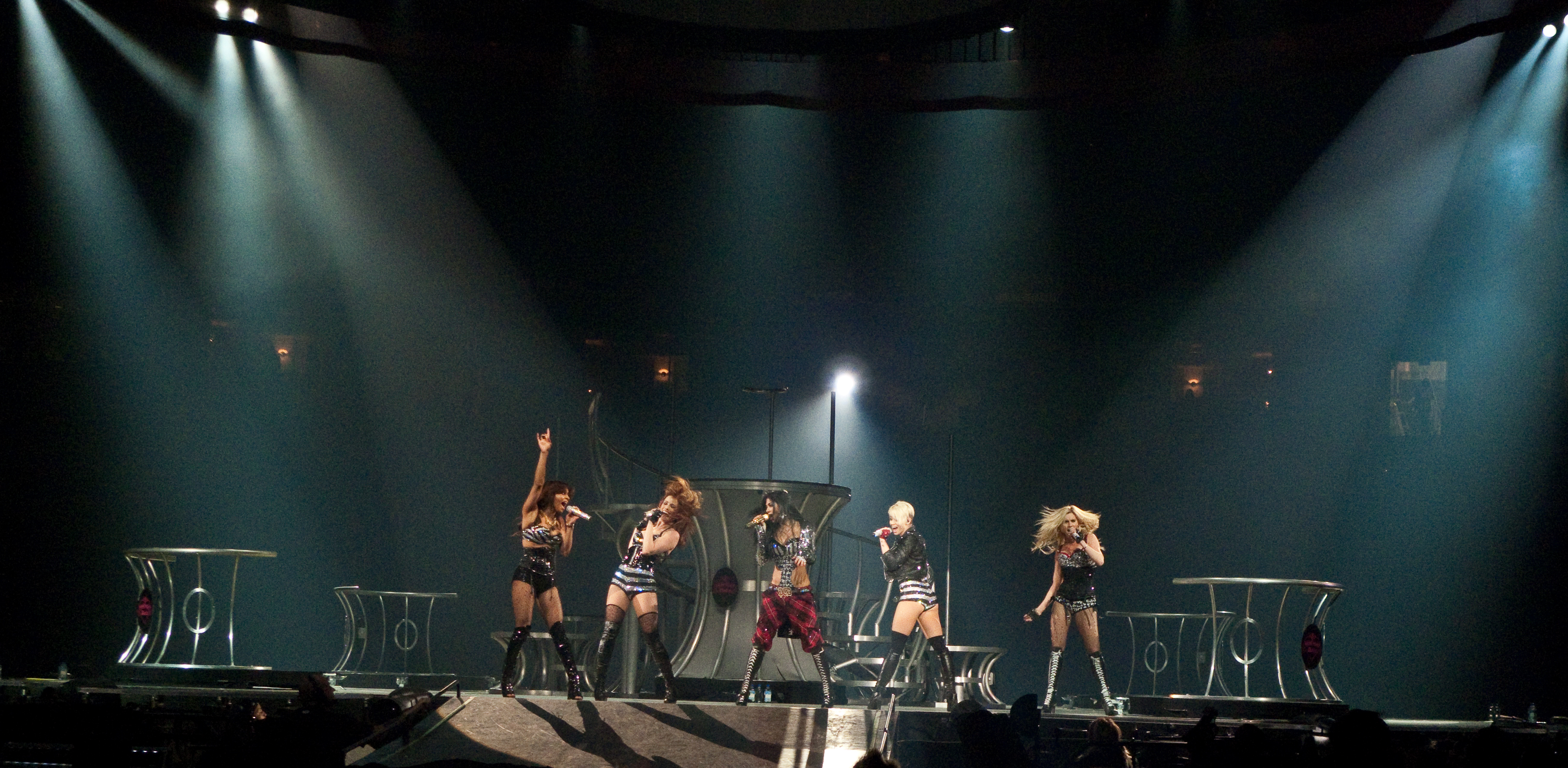
The Pussycat Dolls durante la presentación de apertura en Boston.

- Big Apple Circus (Todos los shows)
- Pussycat Dolls (Estados Unidos)
- Girlicious (Canadá)
- Ciara (Europa)
- DJ Havana Brown (Europa) (Australia)
- Sliimy (París)[15]
- Jordin Sparks (Estados Unidos)
- One Call (Estados Unidos)
- Cascada (Berlín, Alemania)
- Kristinia DeBarge (Estados Unidos),(Canadá)

## Repertorio
El listado de canciones, que fue revelado por el sitio web oficial de Spears el 2 de marzo de 2009, no es representativo de todos los conciertos de la gira.
| Act 1: Circus 1. «Circus» (Funky Remix) 2. «Piece of Me» 3. «Radar» Act 2: House of Fun (Anything Goes) 1. «Ooh Ooh Baby» 2. «Hot as Ice» 3. «Boys» 4. «If U Seek Amy» 5. «Me Against the Music» (Bollywood Remix) 6. «Everytime» Act 3: Freakshow/Peepshow 1. «Freakshow» 2. «Get Naked (I Got a Plan)» 3. «Breathe on Me» 4. «Touch of My Hand» Act 4: Electro Circ 1. «Do Somethin'» 2. «I'm a Slave 4 U» 3. «Toxic» 4. «...Baby One More Time» (Remix) Act 5: Encore 1. «Womanizer» (Extended Remix) |

- Las siguientes canciones fueron interpretadas en diferentes fechas: «Mannequin», «You Oughta Know» y «I'm Scared».
- «Touch of My Hand» fue eliminada a la mitad de la gira.

### Estadísticas
- Temas de Circus (4)
- Temas de Blackout (6)
- Temas de In The Zone (5)
- Temas de Britney (2)
- Temas de Oops!... I Did It Again (0)
- Temas de ....Baby One More Time (1)

- Temas no pertenecientes a algún álbum de estudio: (1)
- Canciones tocadas en la gira anterior The M+M's Tour: 5

- Canción más reciente no perteneciente al álbum soporte de la gira: "Piece Of Me"
- Canción debut no perteneciente al álbum soporte de la gira:
- Todos los sencillos interpretados de un álbum, no perteneciente al de soporte de la gira:

## Fechas del tour
| Norteamérica             |                  |                |                                   |
| 3 de marzo de 2009       | Nueva Orleans    | Estados Unidos | New Orleans Arena                 |
| 5 de marzo de 2009       | Atlanta          | Estados Unidos | Philips Arena                     |
| 7 de marzo de 2009       | Miami            | Estados Unidos | American Airlines Arena           |
| 8 de marzo de 2009       | Tampa            | Estados Unidos | St. Pete Times Forum              |
| 11 de marzo de 2009      | Uniondale        | Estados Unidos | Nassau Veterans Memorial Coliseum |
| 13 de marzo de 2009      | Newark           | Estados Unidos | Prudential Center                 |
| 14 de marzo de 2009      | Newark           | Estados Unidos | Prudential Center                 |
| 16 de marzo de 2009      | Boston           | Estados Unidos | TD Banknorth Garden               |
| 18 de marzo de 2009      | Toronto          | Canadá         | Air Canada Centre                 |
| 19 de marzo de 2009      | Toronto          | Canadá         | Air Canada Centre                 |
| 20 de marzo de 2009      | Montreal         | Canadá         | Bell Centre                       |
| 23 de marzo de 2009      | Uniondale        | Estados Unidos | Nassau Veterans Memorial Coliseum |
| 24 de marzo de 2009      | Washington D. C. | Estados Unidos | Verizon Center                    |
| 27 de marzo de 2009      | Pittsburgh       | Estados Unidos | Mellon Arena                      |
| 30 de marzo de 2009      | Houston          | Estados Unidos | Toyota Center                     |
| 31 de marzo de 2009      | Dallas           | Estados Unidos | American Airlines Center          |
| 2 de abril de 2009       | Kansas City      | Estados Unidos | Sprint Center                     |
| 3 de abril de 2009       | Mineápolis       | Estados Unidos | Target Center                     |
| 6 de abril de 2009       | Edmonton         | Canadá         | Rexall Place                      |
| 8 de abril de 2009       | Vancouver        | Canadá         | GM Place                          |
| 9 de abril de 2009       | Tacoma           | Estados Unidos | Tacoma Dome                       |
| 11 de abril de 2009      | Sacramento       | Estados Unidos | ARCO Arena                        |
| 12 de abril de 2009      | San José         | Estados Unidos | HP Pavilion                       |
| 14 de abril de 2009      | Salt Lake City   | Estados Unidos | Energy Solutions Arena            |
| 16 de abril de 2009      | Los Ángeles      | Estados Unidos | Staples Center                    |
| 17 de abril de 2009      | Los Ángeles      | Estados Unidos | Staples Center                    |
| 19 de abril de 2009      | Anaheim          | Estados Unidos | Honda Center                      |
| 20 de abril de 2009      | Anaheim          | Estados Unidos | Honda Center                      |
| 22 de abril de 2009      | Oakland          | Estados Unidos | Oracle Arena                      |
| 24 de abril de 2009      | Glendale         | Estados Unidos | Jobing.com Arena                  |
| 25 de abril de 2009      | Las Vegas        | Estados Unidos | MGM Grand Garden Arena            |
| 28 de abril de 2009      | Chicago          | Estados Unidos | Allstate Arena                    |
| 29 de abril de 2009      | Chicago          | Estados Unidos | Allstate Arena                    |
| 30 de abril de 2009      | Columbus         | Estados Unidos | Jerome Schottenstein Center       |
| 2 de mayo de 2009        | Uncasville       | Estados Unidos | Mohegan Sun Arena                 |
| 3 de mayo de 2009        | Uncasville       | Estados Unidos | Mohegan Sun Arena                 |
| 5 de mayo de 2009        | Montreal         | Canadá         | Bell Centre                       |
| Europa                   |                  |                |                                   |
| 3 de junio de 2009       | Londres          | Reino Unido    | The O2                            |
| 4 de junio de 2009       | Londres          | Reino Unido    | The O2                            |
| 6 de junio de 2009       | Londres          | Reino Unido    | The O2                            |
| 7 de junio de 2009       | Londres          | Reino Unido    | The O2                            |
| 10 de junio de 2009      | Londres          | Reino Unido    | The O2                            |
| 11 de junio de 2009      | Londres          | Reino Unido    | The O2                            |
| 13 de junio de 2009      | Londres          | Reino Unido    | The O2                            |
| 14 de junio de 2009      | Londres          | Reino Unido    | The O2                            |
| 17 de junio de 2009      | Mánchester       | Reino Unido    | Manchester Evening News Arena     |
| 19 de junio de 2009      | Dublín           | Irlanda        | The O2                            |
| 20 de junio de 2009      | Dublín           | Irlanda        | The O2                            |
| 4 de julio de 2009       | París            | Francia        | Palais Omnisports de Paris-Bercy  |
| 5 de julio de 2009       | París            | Francia        | Palais Omnisports de Paris-Bercy  |
| 6 de julio de 2009       | París            | Francia        | Palais Omnisports de Paris-Bercy  |
| 9 de julio de 2009       | Amberes          | Bélgica        | Sportpaleis                       |
| 11 de julio de 2009      | Copenhague       | Dinamarca      | Parken Stadium                    |
| 13 de julio de 2009      | Estocolmo        | Suecia         | Ericsson Globe                    |
| 14 de julio de 2009      | Estocolmo        | Suecia         | Ericsson Globe                    |
| 16 de julio de 2009      | Helsinki         | Finlandia      | Hartwall Areena                   |
| 19 de julio de 2009      | San Petersburgo  | Rusia          | Ice Palace                        |
| 21 de julio de 2009      | Moscú            | Rusia          | Estadio Olimpiski                 |
| 26 de julio de 2009      | Berlín           | Alemania       | O2 World                          |
| Norteamérica             |                  |                |                                   |
| 20 de agosto de 2009     | Hamilton         | Canadá         | Copps Coliseum                    |
| 21 de agosto de 2009     | Ottawa           | Canadá         | Scotiabank Place                  |
| 24 de agosto de 2009     | Nueva York       | Estados Unidos | Madison Square Garden             |
| 25 de agosto de 2009     | Nueva York       | Estados Unidos | Madison Square Garden             |
| 26 de agosto de 2009     | Nueva York       | Estados Unidos | Madison Square Garden             |
| 29 de agosto de 2009     | Boston           | Estados Unidos | TD Banknorth Garden               |
| 30 de agosto de 2009     | Filadelfia       | Estados Unidos | Wachovia Center                   |
| 1 de septiembre de 2009  | Orlando          | Estados Unidos | Amway Arena                       |
| 2 de septiembre de 2009  | Miami            | Estados Unidos | American Airlines Arena           |
| 4 de septiembre de 2009  | Atlanta          | Estados Unidos | Philips Arena                     |
| 5 de septiembre de 2009  | Greensboro       | Estados Unidos | Greensboro Coliseum Complex       |
| 8 de septiembre de 2009  | Auburn Hills     | Estados Unidos | The Palace of Auburn Hills        |
| 9 de septiembre de 2009  | Chicago          | Estados Unidos | Allstate Arena                    |
| 11 de septiembre de 2009 | Des Moines       | Estados Unidos | Wells Fargo Arena                 |
| 12 de septiembre de 2009 | Grand Forks      | Estados Unidos | Alerus Center                     |
| 15 de septiembre de 2009 | Tulsa            | Estados Unidos | BOK Center                        |
| 16 de septiembre de 2009 | Houston          | Estados Unidos | Toyota Center                     |
| 18 de septiembre de 2009 | Dallas           | Estados Unidos | American Airlines Center          |
| 19 de septiembre de 2009 | Bossier City     | Estados Unidos | CenturyTel Center                 |
| 21 de septiembre de 2009 | El Paso          | Estados Unidos | Don Haskins Center                |
| 23 de septiembre de 2009 | Los Ángeles      | Estados Unidos | Staples Center                    |
| 24 de septiembre de 2009 | San Diego        | Estados Unidos | San Diego Sports Arena            |
| 26 de septiembre de 2009 | Las Vegas        | Estados Unidos | Mandalay Bay Events Center        |
| 27 de septiembre de 2009 | Las Vegas        | Estados Unidos | Mandalay Bay Events Center        |
| Australia                |                  |                |                                   |
| 6 de noviembre de 2009   | Perth            | Australia      | Burswood Dome                     |
| 7 de noviembre de 2009   | Perth            | Australia      | Burswood Dome                     |
| 11 de noviembre de 2009  | Melbourne        | Australia      | Rod Laver Arena                   |
| 12 de noviembre de 2009  | Melbourne        | Australia      | Rod Laver Arena                   |
| 13 de noviembre de 2009  | Melbourne        | Australia      | Rod Laver Arena                   |
| 16 de noviembre de 2009  | Sídney           | Australia      | Acer Arena                        |
| 17 de noviembre de 2009  | Sídney           | Australia      | Acer Arena                        |
| 19 de noviembre de 2009  | Sídney           | Australia      | Acer Arena                        |
| 20 de noviembre de 2009  | Sídney           | Australia      | Acer Arena                        |
| 22 de noviembre de 2009  | Brisbane         | Australia      | Brisbane Entertainment Centre     |
| 24 de noviembre de 2009  | Brisbane         | Australia      | Brisbane Entertainment Centre     |
| 25 de noviembre de 2009  | Brisbane         | Australia      | Brisbane Entertainment Centre     |
| 27 de noviembre de 2009  | Melbourne        | Australia      | Rod Laver Arena                   |
| 29 de noviembre de 2009  | Adelaida         | Australia      | Adelaide Entertainment Centre     |

## Recaudación por Show
| Lugar                    | Ciudad           | N.º de shows | Entradas vendidas / Entradas disponibles | Recaudación  |
| ------------------------ | ---------------- | ------------ | ---------------------------------------- | ------------ |
| New Orleans Arena        | New Orleans      | 1            | 16,810 / 16,810 (100%)                   | $1,604,815   |
| Philips Arena            | Atlanta          | 2            | 29,094 / 29,094 (100%)                   | $2,350,956   |
| American Airlines Arena  | Miami            | 2            | 33,146 / 33,146 (100%)                   | $2,846,027   |
| St. Pete Times Forum     | Tampa            | 1            | 18,929 / 18,929 (100%)                   | $1,818,011   |
| Prudential Center        | Newark           | 2            | 33,535 / 33,535 (100%)                   | $3,865,005   |
| TD Banknorth Gardens     | Boston           | 2            | 36,989 / 36,989 (100%)                   | $3,645,692   |
| Air Canada Centre        | Toronto          | 2            | 37,912 / 37,912 (100%)                   | $3,714,316   |
| Bell Centre              | Montreal         | 2            | 34,709 / 34,709 (100%)                   | $2,834,097   |
| Nassau Coliseum          | Uniondale        | 2            | 33,549 / 33,549 (100%)                   | $3,623,790   |
| Verizon Center           | Washington D. C. | 1            | 18,160 / 18,160 (100%)                   | $1,859,147   |
| Mellon Arena             | Pittsburgh       | 1            | 16,146 / 16,146 (100%)                   | $1,553,944   |
| Toyota Center            | Houston          | 2            | 34,951 / 34,951 (100%)                   | $3,488,360   |
| American Airlines Center | Dallas           | 2            | 35,243 / 35,243 (100%)                   | $4,129,863   |
| Sprint Center            | Kansas City      | 1            | 16,872 / 16,872 (100%)                   | $1,567,486   |
| Target Center            | Minneapolis      | 1            | 17,694 / 17,694 (100%)                   | $1,420,032   |
| Rexall Place             | Edmonton         | 1            | 17,109 / 17,109 (100%)                   | $1,422,220   |
| GM Place                 | Vancouver        | 1            | 18,040 / 18,040 (100%)                   | $1,552,132   |
| Tacoma Dome              | Tacoma           | 1            | 21,828 / 21,828 (100%)                   | $1,694,410   |
| Arco Arena               | Sacramento       | 1            | 15,975 / 15,975 (100%)                   | $1,293,323   |
| HP Pavilion at San Jose  | San Jose         | 1            | 17,053 / 17,053 (100%)                   | $1,834,352   |
| EnergySolutions Arena    | Salt Lake City   | 1            | 17,095 / 17,095 (100%)                   | $1,076,551   |
| Staples Center           | Los Ángeles      | 3            | 52,448 / 52,448 (100%)                   | $5,225,599   |
| Honda Center             | Anaheim          | 2            | 32,582 / 32,582 (100%)                   | $3,081,963   |
| Oracle Arena             | Oakland          | 1            | 17,694 / 17,694 (100%)                   | $1,310,285   |
| Allstate Arena           | Rosemont         | 3            | 48,637 / 48,637 (100%)                   | $3,917,002   |
| MGM Grand Garden         | Las Vegas        | 3            | 34,527 / 34,527 (100%)                   | $4,195,210   |
| Mohegan Sun Arena        | Uncasville       | 1            | 18,611 / 18,611 (100%)                   | $2,349,446   |
| Jobing.com Arena         | Phoenix          | 1            | 17,005 / 17,005 (100%)                   | $1,769,063   |
| Schottenstein Center     | Columbus         | 1            | 17,221 / 17,221 (100%)                   | $1,434,383   |
| The O2 Arena             | London           | 1            | 139,778 / 139,778 (100%)                 | $11,599,306  |
| Hartwall Areena          | Helsinki         | 1            | 13,567 / 13,567 (100%)                   | $1,341,469   |
| Manchester Arena         | Mánchester       | 1            | 18,600 / 18,600 (100%)                   | $910,291     |
| Parken Stadium           | Copenhague       | 1            | 44,821 / 44,821 (100%)                   | $4,928,523   |
| Copps Coliseum           | Hamilton         | 1            | 16,629 / 16,629 (100%)                   | $943,852     |
| Scotiabank Place         | Ottawa           | 1            | 15,883 / 15,883 (100%)                   | $1,071,229   |
| Madison Square Garden    | New York         | 3            | 53,356 / 53,356 (100%)                   | $3,814,089   |
| Wachovia Center          | Philadelphia     | 1            | 17,641 / 17,641 (100%)                   | $1,165,725   |
| Amway Arena              | Orlando          | 1            | 16,408 / 16,408 (100%)                   | $687,437     |
| Greensboro Coliseum      | Greensboro       | 1            | 10,813 / 10,813 (100%)                   | $559,862     |
| Palace of Auburn Hills   | Detroit          | 1            | 12,572 / 12,572 (100%)                   | $935,772     |
| Wells Fargo Arena        | Des Moines       | 1            | 10,397 / 10,397 (100%)                   | $525,479     |
| Alerus Center            | Grand Forks      | 1            | 12,713 / 12,713 (100%)                   | $849,983     |
| BOK Center               | Tulsa            | 1            | 16,930 / 16,930 (100%)                   | $794,596     |
| CenturyTel Center        | Bossier City     | 1            | 10,240 / 10,240 (100%)                   | $610,818     |
| Don Haskins Center       | El Paso          | 1            | 11,531 / 11,531 (100%)                   | $928,907     |
| San Diego Sports Arena   | San Diego        | 1            | 11,845 / 11,845 (100%)                   | $608,300     |
| Burswood Dome            | Perth            | 1            | 18,272 / 18,272 (100%)                   | $874,568     |
| Acer Arena               | Sídney           | 4            | 69,640 / 69,640 (100%)                   | $9,105,822   |
|                          | TOTAL            | 78 / 97      | 1,293,384 / 1,293,384 (100%)             | $110,226,197 |

## Cambios de canciones

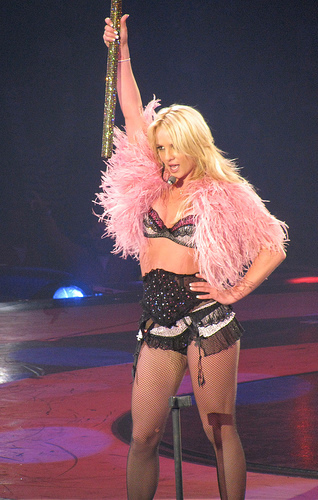
Spears cantando If You Seek Amy.

- Un Cover de Duffy's, "I'm Scared" fue cantando después de "Everytime" en el primer show, sin embargo esta canción no se realizó bien, pues Britney desapareció del escenario antes de empezar a cantar la canción, cuando en realidad tenía que cantarla en medio del escenario.
- "Mannequin" fue adherido en el segundo show en París el 5 de julio de 2009, una vez finalizado el show en Europa, fue quitado el 20 de agosto de 2009.[23]
- En el show en Greensboro, se realizó un cover de "You Oughta Know" de Alanis Morrisette. La canción siguió como parte del show en los siguientes shows.[24] Pero fue quitada luego del show en Dallas.
- Al principio de la etapa Europea "Piece of Me", "Radar", "Ooh Ooh Baby" & "Hot as Ice", "Breathe on Me", "Do Somethin'", "I'm a Slave 4 U", "...Baby One More Time", y "Womanizer" fueron remezclados.
- Fue el segundo tour donde Spears no interpretó ninguna canción de su segundo álbum de estudio Oops!... I Did It Again, el primero fue The M+M's Tour.

## Cambios en el Show

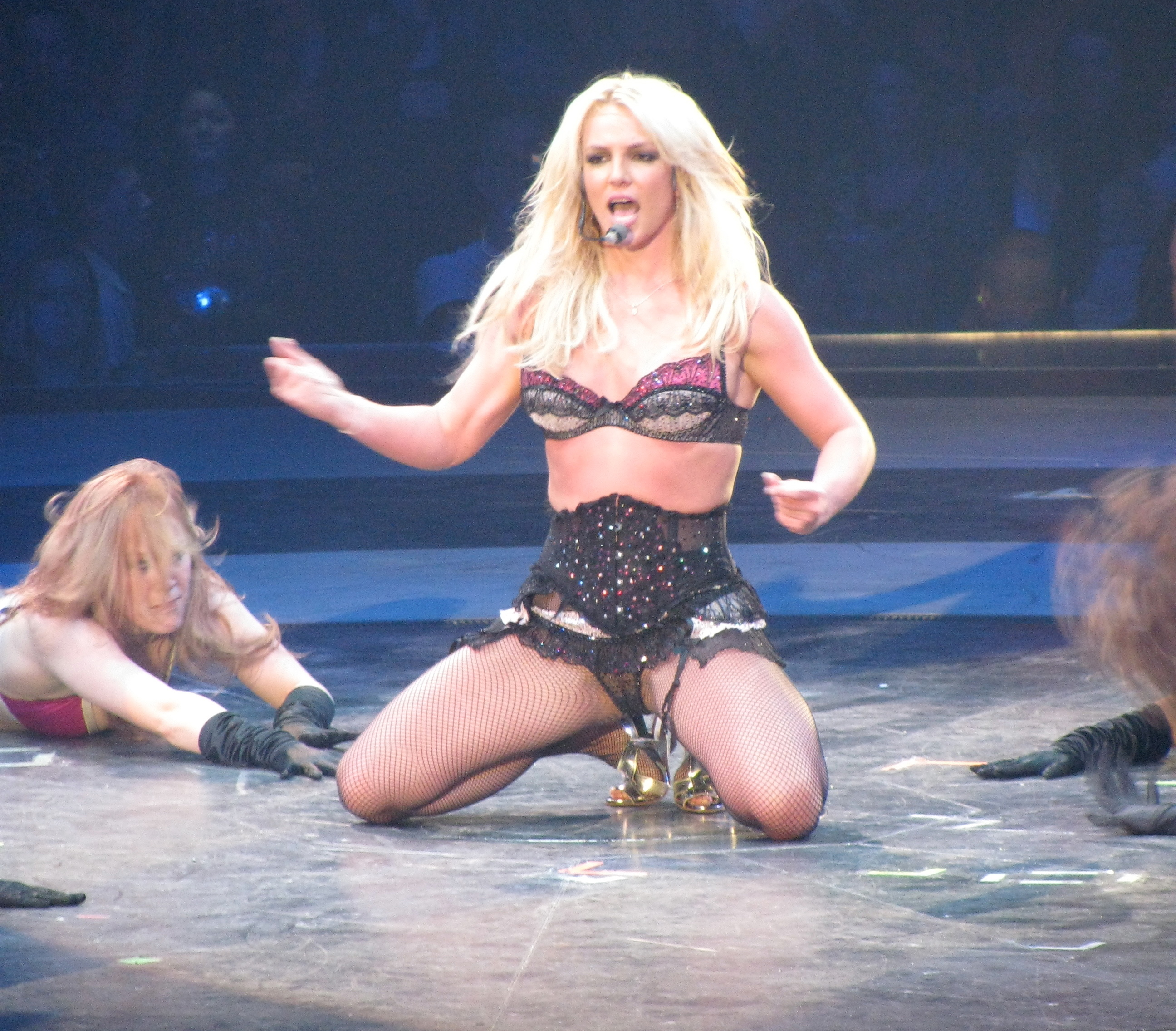
Spears durante la presentación de "Hot As Ice".

- Las Pussycat Dolls no cantaron en Uniondale debido a que Nicole Scherzinger se enfermó.
- Inicialmente en "I'm a Slave 4 U", Spears era subida por una plataforma y debajo de ella se encendía fuego formando un "aro de fuego". Algunos estadios no tenían la capacidad para realizar este acto.[25]
- En la etapa Europea y la segunda etapa de Norteamérica la sombrilla de "Everytime" fue cambiada por una azul más pequeña, la plataforma de "I'm a slave 4 U" fue cambiada por una más pequeña con el nuevo logo "B" y una versión instrumental de Circus es escuchada mientras Britney desciende al escenario.[26]
- "Touch of My Hand" no fue cantada en los shows de Copenhague, el segundo show de Estocolmo, en Rusia y en Berlín. Fue re-adherida en el show de Hamilton.
- En el primer show en el Madison Square Garden de Nueva York, se cambió la música de la entrada y el traje con el que se desciende.
- En la segunda etapa norteamericana en los shows de Miami y Atlanta la sombrilla de "Everytime" no funcionaba por lo que la canción se cantó en el centro del escenario[27][28]
- Debido a problemas técnicos, en el show de Atlanta, Britney no descendió del escenario sino que apareció en el centro de este.[28]
- "Touch of My Hand" no fue presentada en Atlanta por problemas técnicos.[28]
- Jordin Sparks no se presentó en el show de Chicago debido a que debía presentarse en otro evento.
- El performance de "Touch of my Hand" fue retirado definitivamente del setlist en los dos últimos shows en Las Vegas y en todas las presentaciones en Australia.

## Otros hechos notables
- En algunos shows de la parte europea, Britney utiliza su cabello color café oscuro.
- Al finalizar la performance de "I'm A Slave 4 U" en Tampa, Spears gritó -"My pussy is hangin' out, fucking"- refiriéndose a que su vagina se estaba saliendo de vestido, sin saber que su micrófono seguía encendido.[29]
- En el segundo show en Uncasville un fan subió al escenario en la performance de "Womanizer" asustando a Britney, el fan fue rápidamente sacado del escenario por los bailarines de Spears, quien trató de seguir bailando.[30]
- En el concierto de Anaheim, "Womanizer" no se realizó bien, pues tanto la pantalla en donde transcurren los videos interludios, y en el escenario, la plataforma central, se paralizaron mientras la pantalla quedó abajo, obstaculizaba la vista de las personas y aun así sonaba la música , mientras, Britney y los bailarines seguían actuando, y tratando de seguir el show. La pantalla, casi finalizando la canción, se logró llevarla hacia arriba, mientras Britney y sus bailarines hacían el acto de despedida.
- En el concierto de Vancouver, al cantar "Radar", Spears se adentró en el show normalmente, casi finalizando dejó de bailar o no pudo realizar bien el show, un poco molesta, ya que en el público algunas personas estaban fumando "marihuana". Al final de este, al despedirse, Britney se refirió al público diciendo: -"Drive safe. Don't smoke weed, and rock with your cocks out, motherfuckers"-[31]
- En el concierto de DC, Spears cantando "Do somethin'", grito -"Merry Christmas"- : "Feliz Navidad!", inesperadamente ya que fue una apuesta que perdió con sus bailarines.
- En el concierto de San José, antes de cantar "Everytime", Britney saluda a los espectadores. En esta ocasión Britney cometió un error diciendo -"What's up Sacramento"- : "Que tal Sacramento", en esta localidad, lo que causó confusión y risas entre las personas. Al final del concierto se dirigió a los espectadores anunciando: -"Oops... I said Sacramento, thank so much San José"-:"Oops dije Sacramento, muchísimas gracias San José", rectificando el error.
- Casi al finalizar "Circus" en un concierto ocurrió el primer incidente en todo el tour: accidentalmente uno de los bailarines que ejecutan la rutina coreográfica elevado a las alturas en los aros, se soltó del aro repentinamente recibiendo un golpe en la espalda evitando golpearse la cabeza. La actuación continuó a pesar del percance. Se especuló que era uno de los bailarines de Britney, resultó ser un acróbata de Big Apple Circus.
- En el show de Moscú, cuando Britney hacía la actuación de "Me Against The Music" las bailarinas la cubren con dos telas rojas y después de esto a Spears se le cae su corona.
- En el show de Stockholm se pudo notar la aparición de Dhani Lennevald, uno de los exintegrantes de la banda A*Teens.
- En una de las presentaciones de la canción Get Naked(I Got a Plan) Britney se resbaló, inmediatamente se levantó con la ayuda de 2 de los bailarines que la acompañaba.
- En el show de Malbourne, en la actuación de Everytime, le dejan el micrófono abierto durante la actuación y se la puede escuchar cantar en vivo en algunos fragmentos de la canción.

## Cambios de vestuarios
Durante el tour se han realizado muchos cambios en los vestuarios de las actuaciones. Según la cantante los cambios son realizados para que el espectáculo cambie regularmente de la rutina de vestuarios. Estos son algunos cambios:

### Leg 1
- Después de la noche de apertura, se sustituye el sostén brillante de "Toxic" y "... Baby One More Time" con un corte superior a rayas fuera de la camiseta.
- La parte superior del traje de Bollywood que Britney usa para "Me Against The Music" y "Everytime" fue alterado para ser menos revelador, y los pantalones verdes se han cambiado por unos celestes.
- En segundo show de Britney en Nueva Jersey, el corsé de metal de oro que llevaba para "Do Somethin '" y "I'm a Slave 4 U" fue sustituido por el leotardo negro utilizado durante los ensayos debido a la falla técnica de Tampa. Fue entonces en el show de Sacramento, que se incluyeron cristales en la parte delantera.
- En Kansas City el 2 de abril, Britney llevaba una peluca rubia corta durante "Do Somethin '", "I'm A Slave 4 U", "Toxic" y "... Baby One More Time".
- También en el show de Sacramento, el equipo de "Freakshow" y "Get Naked (I Got A Plan)" fue alterada. La sección del medio se eliminó, los remolinos negro alrededor de sus pechos fueron retirados y la parte superior es ahora el mismo color que el resto del equipo. Un arco morado está en la parte de atrás, y ahora lleva una corbata violeta.
- En el show de Oakland Britney llevaba el sombrero de policía con el logo "B" durante"Toxic" y "... Baby One More Time", además de la actuación normal de "Womanizer".
- En el concierto de Anaheim, Britney añadió un cinturón en su parte central en la actuación de "Radar".
- Durante los shows de California, el traje de "Breathe On Me/Touch Of My Hand", se reduce a un bra con remolinos, cinto en el abdomen, mangas y pantalones. Las mangas y el cinto se eliminan en el show de Phoenix, para ser usadas de nuevo en Las Vegas y eliminadas totalmente en Columbus.
- También en Columbus, los pantalones brillantes de "Toxic" y "... Baby One More Time" fueron reemplazadas por unos cortos negros y medias de red.
- En algunos shows, Britney usó una peluca negro durante la mayor parte del tercer acto de la serie.[33]

### Leg 2
- El sombrero de León de "Circus" se sustituye con un sombrero de vaquero y lleva gafas de sol amarillo enmarcado. Las gafas también sustituyen las gafas de sol normales que usa para "Womanizer". En el show del 14 de junio en Londres, todos eston cambios fueron revertidos por los vestuarios originales.
- Los zapatos de plata original usados en "Boys", fueron sustituidos por zapatos negros.
- Shorts con joyas sustituye el pantalón negro original de lentejuelas cortos de "Circus", "Piece of Me", y "Radar". Ella regresó a la cortos originales en el segundo espectáculo de la parte europea.
- El chaleco de peluche de color rosa para "If U Seek Amy" se cambia a blanco el 4 de junio. Fue entonces cuando cambió a azul en el show de 4 de julio en París.
- El traje de "Freakshow" y "Get Naked (I Got A Plan)" fue un poco alterada. Borlas Púrpuras fueron añadidos al sostén y el arco morado en la parte posterior de su fondo es más estrecho en comparación con la original, más suelto.
- El traje de "Breathe on Me", y "Touch of My Hand" fue reemplazado por un traje de una sola pieza, medias de rejilla y zapatos de color púrpura.
- Los destellos de la Spears equipo lleva en "Do Somethin '" y "I'm a Slave 4 U" se quitan, y una pieza rectángulo vertical se quita en el abdomen.
- Los shorts de "Toxic" y "... Baby One More Time" son ligeramente modificados.
- Para el show en París, un nuevo equipo de "Freakshow" y "Get Naked (I Got A Plan)" fue presentado. Spears comienza la serie en un traje negro que cubre el torso y los brazos. Durante la actuación de "Get Naked" se lo quita para exponer shorts negro y un sujetador blanco brillante.
- En la 6 ª demostración de julio en París, la parte superior de rayas blanco y negro de "Toxic" y "... Baby One More Time" fue sustituido por un sujetador de rayas rosa, púrpura y blanco.
- En el show del 6 de julio en París y 11 de julio shows en Copenhague, Britney quita el corsé que lleva hasta "Radar". Ella también quitó la chaqueta de domadora al inicio de "Circus" en lugar de llevarlo hasta el final. Asimismo, no llevaba el sombrero del león.
- El 9 de julio en Amberes, un vestido nuevo se introdujo para "Ooh Ooh Baby". Los hombros son ahora púrpuras, con dos grandes franjas de violetas pasando por el lado, y las borlas al final también son de color rosa y púrpura.
- El 11 de julio, en Copenhague, Britney llevaba un sujetador rojo durante "Get Naked (I Got A Plan)" en lugar del sostén de oro.
- El 13 de julio en Estocolmo, Britney enrolla la camiseta amarilla que se usa para "Mannequin", a fin de exponer su punto medio.
- El 14 de julio en Estocolmo, la camiseta de color amarillo para "Mannequin" fue sustituida por una corte superior.

### Leg 3
- Para "Circus", en Hamilton y Ottawa, llevaba un sombrero de vaquero respectivamente.[10]
- A partir del show de Nueva York, Britney desciende desde el techo usando un color marrón, impermeable con capucha. Al llegar a la etapa, se quita la gabardina y se mostrará un corsé de oro (la usada originalmente en la primera etapa de América del Norte para "Do Somethin '" y "I'm a Slave 4 U") que ahora usa para "Circus "," Piece of Me ", y" Radar ".
- El equipo originalmente usado para "Hot As Ice" y "If U Seek Amy" fue sustituido por un sujetador negro y blanco y negro al estilo top cortos caliente con un corsé blanco y negro.
- Britney volvió a llevar el original chaqueta de pluma de color rosa para "If U Seek Amy".
- En lugar de permanecer en el conjunto de Bollywood, Britney ahora se transforma en un vestido blanco de "Everytime".
- Para "Freakshow", Britney todavía usa el sujetador de color crema y negro, pantalones cortos caliente, pero se cubre la cintura con un corsé negro con volantes negro en la espalda (parecido a un vestido) que se extrae en "Get Naked (I Got A Plan )".
- Las botas utilizados originalmente para "Freakshow" y "Get Naked" fueron reemplazadas con la plata de tacón alto.[34]
- El traje usado por "Toxic" y "... Baby One More Time" fue sustituido por una remera negra y pantalones rojos ajustados en Hamilton. Las mangas fueron eliminados en Ottawa.
- Britney se pone un par de gafas blancas durante las canciones de selección.
- En Orlando, Britney cambia el conjunto de "Womanizer", poniendo en un brillante traje negro y corbata (con botas y accesorios de costumbre).
- Las botas desgastadas de "Womanizer" fueron sustituidos por brillantes zapatos de tacón alto.
- En Detroit, el corsé de oro utilizado para "Circus", "Piece of Me" y "Radar" se eliminó y se sustituyó por un traje de color carne con cristales por todas partes.
- En San Diego utilizó un sostén brillante en "Toxic" y "... Baby One More Time".

### Leg 4
- El equipo líder de "Circus" ha regresado y se usa para la duración de la actuación.
- Los trajes originales de "Piece Of Me", "Hot as Ice" y "Womanizer" se utilizan de nuevo.
- A mediados de la banda en "Radar" se ha eliminado. Más tarde en el show de Sídney Spears utilizó el corsé de "Piece of Me".
- Para el primer show en Perth, los hombres vestían calzoncillos bóxer azul de "Boys", en lugar de la rosa de costumbre. La ropa interior rosa regresó la noche siguiente.
- El vestuario usado durante la etapa europea en toxic y Baby One More Time, fue utilizado de nuevo en el show de Perth. En el primer show en Melbourne, la parte superior en blanco y negro regresó, ahora emparejado con el corsét de Piece of me.

En el segundo show de Melbourne, la parte superior fue sustituido por un sujetador negro. 
- En el primer show de Melbourne, Britney utilizó el traje gris brillante "Do Somethin '" / "I'm A Slave 4 U" u que había sido reemplazado por el corsé negro utilizando en Orlando
- En el segundo show en Melbourne, Britney llevaba el sombrero azul de "Boys" en el "If U Seek Amy" en la coreografía.
- En el segundo concierto en Sídney, Britney llevaba un sombrero de copa de "Circus", así como un bigote falso para la Fundación Movember.
- También en el show de Sídney en segundo lugar, la parte superior de "Toxic" se cambió por la blusa amarilla con la letra B que se utilizó para "Mannequin" en la parte europea.
- En el primer show de Brisbane, Britney llevaba un sombrero de color rosa durante "Womanizer" y un vestido de plata de nuevo por "Ooh Ooh Baby".
- En el segundo show de Brisbane, el traje de ring leader no se utilizó. Se cambió, por la túnica utilizada en la segunda ronda del tour por América y utilizó el corsé de "Piece of Me" Y "Radar"
- En el tercer show de Brisbane, Britney llevaba una peluca rubia para todo el espectáculo parecida a la que utilizó en su video Piece of me.
- En el tercer show de Brisbane, Britney llevaba un vestido de color rosa durante "Everytime".
- En el show en Adelaida, el corsé de "Piece of Me" y "Radar" es sustituido.[35]

## Personal del tour
- Voz principal: Britney Spears
- Director: Steve Dixon
- Diseñadores de Producción: Steve Dixon, Nick Whitehouse, William Baker, Bryan Leitch
- Diseñador de Producción: Nick Whitehouse
- Productor Ejecutivo: Mo Morrison
- Mánager del Tour: Dave Brown
- Gerente de Producción: Jason Danter
- Director del Tour: Jamie King[36]
- Director Musical: Simon Ellis
- Coreógrafos: JaQuel Knight, Britney Spears, Chase Benz, Tiana Brown,[37] Tony Testa, Dreya Weber Rujuta Vaidya
- Bailarines: José Omar, Willie Gómez, Jonathan "J-Boogie" Rabon, Chase Benz, Jia Huang, Laura Edwards, George Jones JR, Luke Broadlick, Tiana Brown, Justin de Vera, Valerie "Rais" Moise, Marc "Marvelous" Inniss, Ava "Ava Flave" Berstine, Tye Myers, JP San Pedro, Devon Jameson.
- Managers: Larry Rudolph, Adam Leber
- Diseñadores de Vestuario: Dsquared2, The Blonds, David Alexander, Catriona Mackechnie, Britney Spears
- Estilista: William Baker[38]
- Promotor del Tour: AEG Live[39]
- Patrocinador: Virgin Mobile[40]